# Hawarden (Iowa)
Hawarden é uma cidade localizada no estado americano de Iowa, no Condado de Sioux.

## Demografia
Segundo o censo americano de 2000, a sua população era de 2478 habitantes.
Em 2006, foi estimada uma população de 2432, um decréscimo de 46 (-1.9%).

## Geografia
De acordo com o United States Census Bureau tem uma área de
7,8 km², dos quais 7,5 km² cobertos por terra e 0,3 km² cobertos por água.

## Localidades na vizinhança
O diagrama seguinte representa as localidades num raio de 20 km ao redor de Hawarden.